# 南部報恩寺
報恩寺位於四川省南充市南部縣神坝镇高岭村，前身为唐代敕建的蜘蛛庵，明正统年间重修并更名报恩寺。报恩寺坐南朝北，占地面积约3600平方米，原建筑仅存大殿，曾被认为是明代建筑，成都文物考古研究院据题记和形制，确定大殿的年代应为清顺治十一年（1654年）。2007年6月1日公佈為四川省第七批文物保護單位。